# Bão Ophelia (2017)
Bão Ophelia (được gọi là bão gió Ophelia ở Ireland và Vương quốc Anh trong khi là hệ thống ngoại nhiệt đới) được coi là cơn bão tồi tệ nhất để ảnh hưởng đến Ireland trong 50 năm, và cũng là cơn bão lớn nhất phía đông Đại Tây Dương. Cơn bão thứ mười và cuối cùng liên tiếp và cơn bão lớn thứ sáu của mùa bão Đại Tây Dương rất tích cực 2017, Ophelia có nguồn gốc không nhiệt đới từ một front lạnh vào ngày 6 tháng Mười. Nằm trong một môi trường thuận lợi, cơn bão tăng cường đều đặn trong hai ngày tiếp sau đó , tiến về phía bắc và sau đó về phía đông nam trước khi trở thành một cơn bão vào ngày 11 tháng Mười. Sau khi trở thành cơn bão cấp 2 và dao động cường độ trong một ngày, Ophelia tăng cấp trở thành một cơn bão lớn vào ngày 14 tháng 10 ở phía nam của Azores, đổ bộ vào quần đảo và gây ra gió lớn và lượng mưa lớn. Ngay sau khi đạt đến cường độ mạnh nhất , Ophelia bắt đầu suy yếu khi nó tăng tốc đến vùng biển lạnh về phía đông bắc của nó đối với Ireland và Anh. Hoàn thành quá trình chuyển đổi extratropical sớm vào ngày 16 tháng 10, Ophelia trở thành cơn bão thứ hai trong mùa gió mùa châu Âu 2017–18. Đầu ngày 17 tháng 10, cơn bão đã vượt qua Biển Bắc và tấn công miền Tây Na Uy, với gió lên tới 70 km / giờ (43 dặm / giờ) ở quận Rogaland, trước khi suy yếu vào tối ngày 17 tháng 10. Hệ thống này đã tạo thêm nhiều vùng đất ở Thụy Điển và Phần Lan trước khi tan biến trên khắp nước Nga.
Năm cái chết có thể được quy cho Ophelia, tất cả đều xảy ra ở Ireland. Tổng thiệt hại từ cơn bão ít hơn nhiều so với ban đầu đáng sợ, với ước tính tối thiểu tổng tổn thất được bảo hiểm trên khắp Ireland và Vương quốc Anh là 13,6 triệu đô la Mỹ.

## Lịch sử khí tượng

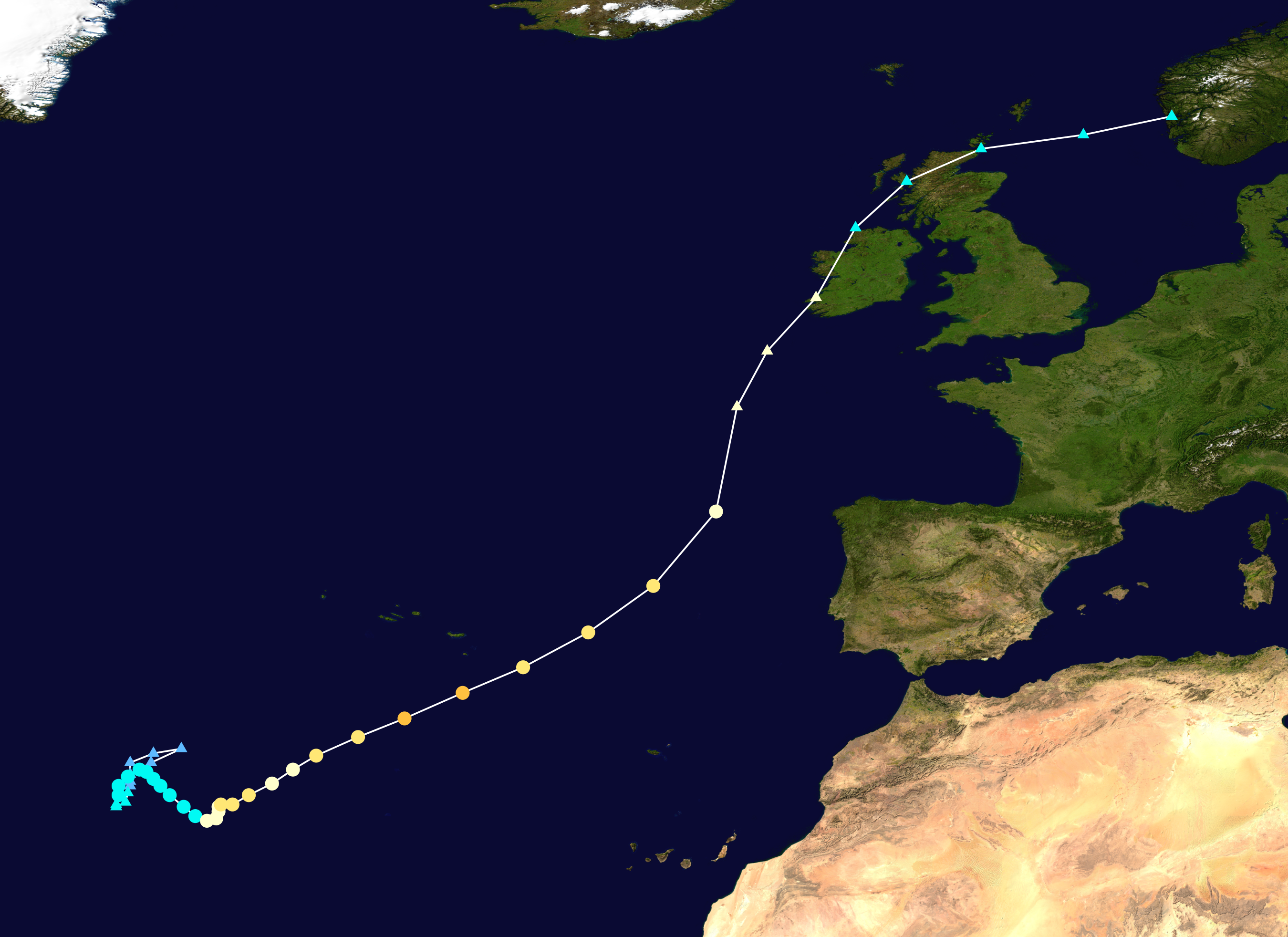
Bản đồ đường đi bão Ophelia

Vào ngày 6 tháng 10, Trung tâm Bão quốc gia Hoa Kỳ (NHC) bắt đầu theo dõi phần đuôi của một front lạnh yếu  để có thể tạo ra chu kỳ nhiệt đới hoặc cận nhiệt đới có thể. Cùng ngày, một tuần hoàn phát triển ở ngoại vi của mặt trận này. Ngay sau đó, một vùng nhiệt đới không phát triển trong lưu thông, và trôi dạt về phía tây nam trước khi trở nên gần như đứng yên. Hệ thống bắt đầu có được những đặc điểm cận nhiệt đới vào ngày hôm sau, và cơ hội phát triển thành xoáy thuận nhiệt đới đã được nâng lên một tỷ lệ phần trăm cao của. Sau khi giảm bớt tổ chức và giảm bớt đối lưu, do cắt gió vừa phải, hệ thống tiếp tục tổ chức đều đặn và phát triển một trung tâm lưu thông được xác định sớm vào ngày 9 tháng 10, khi sự đối lưu sâu bắt đầu tồn tại gần trung tâm. Đến 09:00 UTC ngày hôm đó, đối lưu đã tồn tại đủ lâu để hệ thống được phân loại là một áp thấp nhiệt đới khoảng 875 mi (1.410 km) về phía tây-tây nam của Azores, và cơn bão được xác định là Áp thấp nhiệt đới Mười bảy. Một tính năng dải cong quấn quanh trung tâm khi bản trình bày vệ tinh được cải thiện, dẫn đến việc nâng cấp lên thành bão nhiệt đới với tên sáu giờ sau đó.
Mặc dù nhiệt độ bề mặt hơi nước và nhiệt độ khoảng 79 °F (26 °C), ảnh hưởng của nhiệt độ không khí dưới trung bình trên cao và cắt gió thấp cho phép Ophelia dần dần mạnh lên ; với các tính năng dải trở nên nổi bật hơn khi nó tiến về phía bắc, trong một khu vực có dòng chảy yếu. Ngoài ra, sự tương phản nhiệt độ lớn giữa bề mặt đại dương ấm áp bất thường (vào thời điểm đó trong năm) và nhiệt độ cực lạnh trong bầu khí quyển phía trên đã tạo ra sự bất ổn cho cơn bão của Ophelia, cho phép cơn bão tiếp tục tăng cường. nhiệt độ đại dương ấm áp. Một sự suy thoái nhẹ về cấu trúc của cơn bão dẫn đến suy yếu sớm vào ngày 11 tháng 10, nhưng điều này đã được sống ngắn như là đối lưu sâu bao quanh toàn bộ cơn bão. Nó đã được nâng cấp lên một cơn bão vào lúc 21:00 UTC ngày hôm sau khi một mắt bão  phát triển, trở thành cơn bão thứ mười bảy trong mùa bão Bắc Đại Tây Dương năm 2017. Sau đó, Ophelia dần dần tăng cường khi nó gần như đứng yên, tăng cường cơn bão cấp 2 trên thang Saffir-Simpson trên Ngày 12 tháng 10, khi u ám dày đặc trung tâm trở nên đối xứng hơn và mắt trở nên rõ ràng hơn.
Cơn bão sau đó đã yếu đi một chút vào ngày hôm sau, khi đám mây ấm lên, chỉ nhanh chóng tăng cường khi mắt trở nên được xác định rõ hơn và đám mây được làm lạnh đáng kể do dòng chảy từ một máng mạnh đến phía đông bắc. NHC đã nâng cấp cơn bão lên cơn bão lớn (Loại 3 hoặc cao hơn) lúc 15:00 UTC ngày 14 tháng 10;ở 26,6 ° W, đây là xa nhất về phía đông mà một cơn bão cường độ như vậy đã được quan sát thấy trong thời đại vệ tinh. Đồng thời, nó đạt được cường độ mạnh nhất của nó với sức gió 115 mph (185 km/h) và áp suất tối thiểu là 959 milibar (28,32 inHg) trong khi cách khoảng 235 dặm (375 km) về phía đông nam của Azores. Sau khi đạt tới cường độ, tăng lực cắt và không khí khô từ một ranh giới phía trước lấn chiếm bắt đầu làm suy yếu lõi của cơn bão, khiến Ophelia bắt đầu suy yếu sớm vào ngày 15 tháng 10, khi nó bắt đầu quá trình chuyển đổi sang thành xoáy thuận ngoại nhiệt đới, với mắt mờ đi.Quá trình tăng tốc khi Ophelia trở nên nhúng sâu hơn trong máng, và cuối cùng, cơn bão đã trở thành một cơn bão ngoại nhiệt đới lúc 03:00 UTC vào ngày hôm sau. Ophelia sau đó đổ bộ vào Ireland như một cơn bão gió châu Âu. Sau đó, Ophelia suy yếu, đi dọc nước Anh, và quay về hướng đông. Cuối ngày 17 tháng 10, tàn dư của Ophelia đổ bộ lên Na Uy, trước khi tan biến ngay sau đó, vào ngày 18 tháng 10.